# Optus
Singtel Optus — вторая крупнейшая телекоммуникационная компания Австралии, предоставляющая услуги мобильной связи, телефонии и кабельного телевидения.

## История
В 1975 году в Австралии был образован государственный монополист на рынке связи Telstra. В 1981 году была создана государственная компания AUSSAT, которая занялась развитием спутниковой связи. К концу 1980-х годов AUSSAT, используя систему из нескольких спутников, обеспечивала надёжную связь для отдалённых регионов Австралии, но работала в убыток. В 1991 году была проведена дерегуляция рынка связи Австралии, AUSSAT была приватизирована и получила лицензию на развитие телефонной связи, став конкурентом Telstra. AUSSAT была переименована в Optus и стала консорциумом, в который вошли несколько австралийских, британских и американских компаний. С 1992 года Optus начала создание волоконно-оптической сети, охватившей все регионы Австралии; в 1993 году все абоненты Telstra получили возможность перейти на услуги Optus для междугородних звонков. В мае 1993 года Optus начала развитие сети сотовой связи стандарта GSM. В середине 1990-х годов и Telstra, и Optus начали развитие сетей кабельного телевидения.
К 2000 году у Optus было 3 млн клиентов, выручка составляла 4 млрд долларов, но компания несла убытки ежегодно около 600 млн долларов. В 2001 году Optus была куплена сингапурской телекоммуникационной компанией Singtel. В 2005 году Optus приобрела компанию Alphawest, которая специализировалась на продаже и обслуживании телекоммуникационного оборудования. В 2006 году была выкуплена доля партнёра в совместном предприятии Virgin Mobile Australia (оно было создано в 2000 году с британской Virgin Mobile); в 2020 году Optus прекратила использование бренда Virgin Mobile.
В сентябре 2022 года компания подверглась хакерской атаке, были похищены данные о 9,8 млн бывших и настоящих клиентов; это называли крупнейшей утечкой данных в истории Австралии.

## Деятельность
Optus занимает около 30 % рынка мобильной связи Австралии (10 млн абонентов), уступая Telstra (40 %), но немного опережая австралийский филиал Vodafone.